# Église catholique byzantine grecque
L'Église catholique byzantine grecque est une des plus petites des Églises catholiques orientales. Le chef de l'Église porte le titre d'Exarque apostolique pour les catholiques de rite byzantin en Grèce, avec résidence à Athènes (titulaire actuel : Manuel Nin, OSB, depuis le 2 février 2016).
Elle ne doit pas être confondue avec l'Église catholique romaine en Grèce, de rite latin.

## Exarques
- Georges Calavassy (1932-1957)
- Hyakinthos Gad (1958-1975)
- Anárghyros Printesis (1975-2008)
- Dimitrios Salachas (23 avril 2008 – 2 février 2016), également évêque titulaire de Carcabia (de) puis de Gratianopolis (de)
- Manuel Nin, OSB (depuis le 2 février 2016), également évêque titulaire de Carcabia (de)

## Organisation
En 2021, l'exarchat en Grèce compte 2 paroisses et environ 6 000 fidèles.
En dehors de la Grèce, la plupart des paroisses ont disparu comme celle d'Istanbul à la suite de la mort de l'archimandrite Thomas Varsamis en 1996. 
En Italie et aux États-Unis, l'Église grecque-catholique italo-grecque compte quelques paroisses et monastères.
Enfin, en France, il demeure l'église grecque de Cargèse.